# Hans Kröpelin den äldre
För staden i Tyskland, se Kröpelin.
Hans Kröpelin den äldre, död 1440, var en fogde i Stockholm under Engelbrektsupproret. Kröpelin, vars föräldrar är okända, nämns tidigast 1404. Han var i början av sin karriär drottning Margaretas munskänk. Efter hennes död 1412 blev han fogde, först på Bohus fästning, sedan Älvsborgs fästning och från 1419 i Stockholm. Kröpelin blev riksråd senast 1422. Under upproret 1434 försvarade han framgångsrikt Stockholm mot Engelbrekts styrkor och vägrade att överlämna slottet till upprorsmännen.
Under de förhandlingar som följde 1434–1435 agerade Kröpelin på ett mycket aktivt sätt som gjorde att han blev misstänkt för att bedriva dubbelspel. Han blev därför hösten 1435 avsatt som fogde i Stockholm. Han fortsatte dock i sin roll som aktiv förmedlare under de återupptagna stridigheterna 1436. I oktober detta år blev han utnämnd till fogde på Åbo slott. 1439 deltog han i det så kallade Täljemötet där man fattade beslutet att avsätta kung Erik av Pommern.
Hans Kröpelin är den enda av kronans fogdar som i Karlskrönikan uppges ha varit populär hos allmogen för att han alltid behandlade bönderna rättvist medan "de andra fogdarna gjorde ej så".